# Xã Barrington, Quận Cook, Illinois
Xã Barrington (tiếng Anh: Barrington Township) là một xã thuộc quận Cook, tiểu bang Illinois, Hoa Kỳ. Năm 2010, dân số của xã này là 15.636 người.